# Milan I av Serbien
Milan I av Serbien, född 22 augusti 1854, död 11 februari 1901 i Wien, var en serbisk monark.

## Biografi
Milan regerade som furst Milan Obrenovic IV av Serbien från 1868 till 1875. Han regerade sedan som kung Milan I av Serbien från 1882 till 1889, då han, på grund av sin antiryska och mot Österrike orienterade politik, tvingades abdikera till förmån för sin (omyndiga) son Alexander I av Serbien. Han bosatte sig därefter i Paris.
Milan var åter landets egentlige härskare 1897-1900, men sedan tvingades han åter att gå i landsflykt.
Milan var gift mellan 1875 och 1888 med Natalja Ketjko (1859-1941).

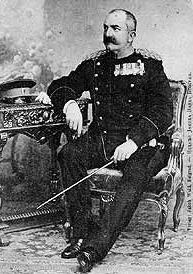
Milan Obrenović.